# اردوشمچکه
اردوشمچکه (به مجاری: Erdősmecske) یک منطقهٔ مسکونی در مجارستان است که در ناحیه پچ‌واراد واقع شده‌است.